# PQ Весов
PQ Весов (лат. PQ Librae) — одиночная переменная звезда в созвездии Весов на расстоянии (вычисленном из значения параллакса) приблизительно 13584 световых лет (около 4165 парсеков) от Солнца. Видимая звёздная величина звезды — от +14,5m до +13,2m.

## Характеристики
PQ Весов — пульсирующая переменная звезда типа RR Лиры (RRAB).